# Heinrich Fischbach (Schauspieler)
Heinrich Joseph Fischbach (31. Mai 1847 in Wiesbaden – 4. Oktober 1913 in Hamburg) war ein deutscher Theaterschauspieler.

## Leben
Fischbach wuchs bei der Bühne auf, da sein Vater seinerzeit Schauspieler am Hoftheater Wiesbaden war. Er wurde schon in frühester Jugend in Kinderrollen beschäftigt. 1866 trat er zum ersten Mal als engagiertes Mitglied in Mitau (Kurland) auf, kam 1867 nach Aachen, 1868 ans Wallnertheater nach Berlin, 1869 nach Stettin, 1870 nach Lübeck, 1871 nach Kiel, von 1872 bis 1881 ans Louisenstädtsche und Germaniatheater in Berlin und 1882 nach Straßburg. Von 1883 bis 1884 trat er in Magdeburg, 1885 in Lübeck, 1886 am Residenztheater Dresden, 1887 bis 1891 am Hoftheater Weimar, 1892 am Adolf Ernsttheater Berlin, von 1893 bis 1896 am Hoftheater Kassel, von 1896 bis 1898 in Bremen auf, von wo er einem Antrag an das Thaliatheater in Hamburg Folge leitete.
Von seinen markantesten Leistungen seien erwähnt: „Weigel“, „Argan“, „Piepenbrink“, „Falstaff“, „Vansen“, „Klosterbruder“, „Kapuziner“, „Lubowsky“, „Valentin“ (Verschwender), „Heinecke“, „Pechschulze“, „Hasemann“ etc. Fischbach war auch bühnenschriftstellerisch tätig.
Am 15. April 1913 feierte er sein 50-jähriges Bühnenjubiläum und nahm dabei auch seinen Abschied, da ihn eine schwere Krankheit am weiteren Auftreten hinderte.

## Werke (Auswahl)
- Dämonen des Spiels
- Gespensterhaus
- Hausthyrann
- Reklame